# إدوارد توماس نونان
إدوارد توماس نونان (بالإنجليزية: Edward Thomas Noonan) (و. 1861 – 1923 م) هو سياسي، محام من الولايات المتحدة الأمريكية .

## التعليم
تعلم في جامعة ميشيغان.